# Traduzioni della Bibbia in inglese
Molteplici sono le Traduzioni della Bibbia in inglese. Di seguito ne vengono indicate le principali seguendo uno schema cronologico.

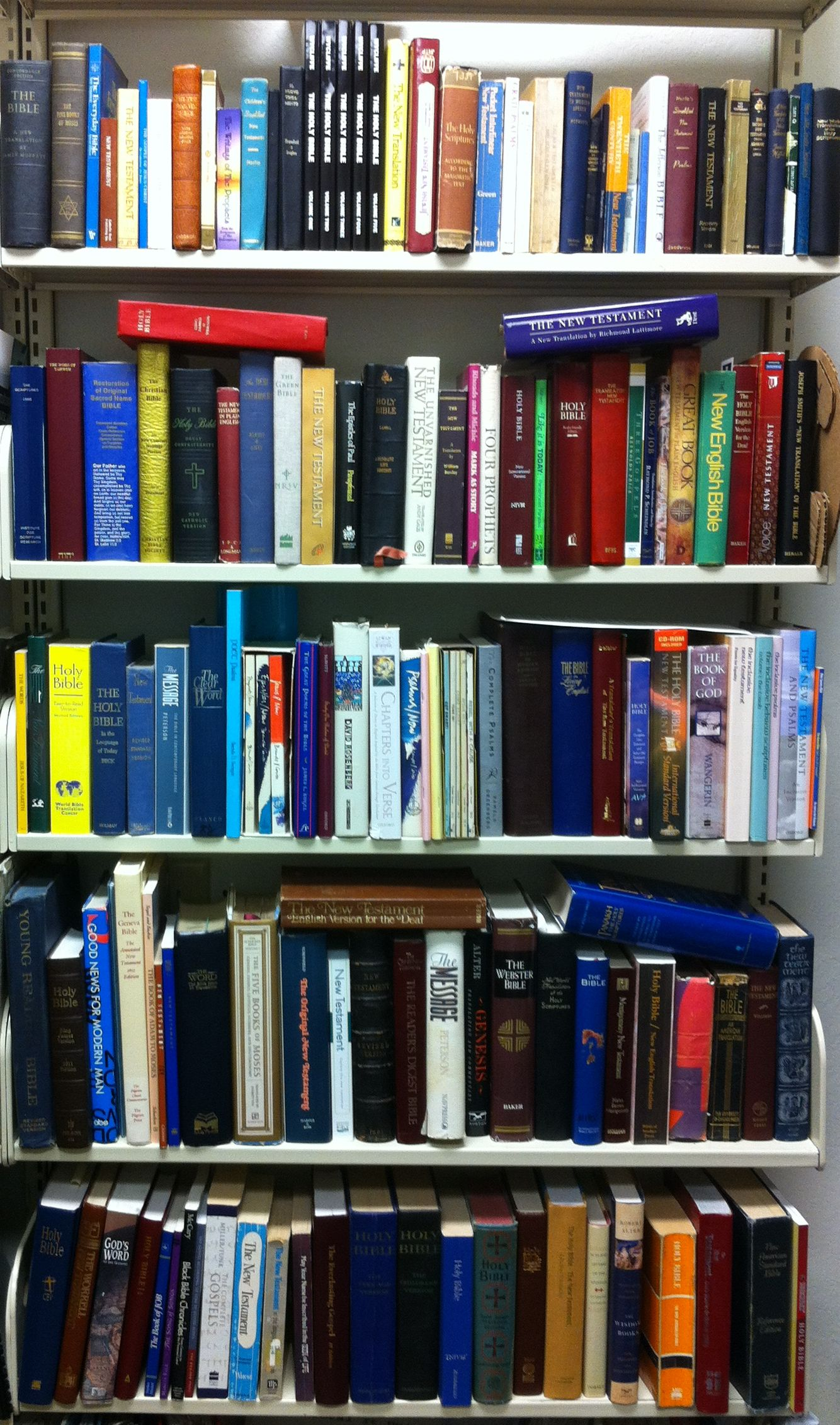

## Traduzioni in inglese antico (prima del 1066)
Sono circa 450 le traduzioni parziali o complete dei libri biblici anteriori all'invenzione della stampa. Tutte queste traduzioni, così libere da sfociare spesso nella parafrasi, si basavano sul testo latino della Vulgata.
Sono degne di nota:
- Eadhelm (Adelmo) ed Egbert, intorno al 700 fecero traduzioni anglosassoni piuttosto grezze dei Salmi e dei Vangeli.
- Beda il Venerabile nel 735 rese in anglosassone il vangelo secondo Giovanni, ma il lavoro è andato perduto.
- il re Alfredo attorno al 900 dispose la traduzione di alcuni passi del Pentateuco, Salmi e Vangeli.
- i cosiddetti Wessex Gospels sono circa del 990. Rappresentano la prima traduzione completa dei Vangeli, realizzata in dialetto sassone occidentale.

## Traduzioni in inglese medio (1066-1500)
Si parla di traduzioni in lingua inglese vera e propria solo a partire dalla conquista normanna dell'isola, nel 1066. 
- la Ormulum, ad opera del monaco Orm di Lincolnshire, è datata circa 1150. Contiene una parte dei Vangeli e degli Atti degli Apostoli sotto forma d'una parafrasi metrica.
- all'inizio del Trecento altre traduzioni parziali sono quelle di Richard Rolle di Hampole, e la coeva anonima versione dei Salmi detta West Midland.
- John Wycliffe (1328-1384) è l'autore della principale delle versioni medievali. Terminò poco prima della sua morte di tradurre l'intera Bibbia in inglese medievale dalla Vulgata. Questa versione era molto pomposa e meccanica nello stile. Venne successivamente vietata in quanto propria degli eretici pauperisti Lollardi. Se ne sono conservate circa 30 copie. Verso il 1400 John Purvey ne produsse una revisione, parimenti bandita.

## Traduzioni in inglese moderno (1500-1900)
Tra le moltissime edizioni a stampa in lingua inglese:
- il francescano di Oxford William Tyndale realizzò la prima traduzione integrale del NT tra 1525-1534. Si basa sui testi originali, introvabili a quel tempo in Inghilterra, per cui dovette trasferirsi ad Amburgo. Il lavoro di traduzione dell'AT fu interrotto dal suo arresto, concluso con la morte per strangolamento, con l'accusa che la sua traduzione promuovesse anticlericalismo e idee eretiche. In particolare, i termini greci presbyteros, ekklesia, agape, furono da Tyndale tradotti in inglese rispettivamente con elder, 'anziano' (invece dell'allora comune priest, sacerdote); congregation, 'congregazione' (invece dell'allora comune Church, Chiesa); love, 'amore'[1], (invece dell'allora comune charity, 'carità'). Sebbene bandita nel 1536, anno della morte di Tyndale, tale versione costituisce il riferimento di tutte le Bibbie inglesi successive.
- Thomas Matthew, pseudonimo di John Rogers, produsse nel 1537 una traduzione integrale a partire dalla Tyndale.
- La Grande Bibbia, cosiddetta per via dell'ampio formato, venne realizzata tra il 1535 e 1538. Fu realizzata da Myles Coverdale, sulla base della Vulgata, della Tyndale, Matthew, Erasmo e del confronto con versioni latine e tedesche. La Grande Bibbia, grazie a un decreto reale che ne imponeva la presenza in ogni luogo di culto a discapito delle altre versioni, godette di una notevole e popolare diffusione.
- 1539, di Richard Taverner, revisione della Matthew;
- La Bibbia di Ginevra (1557-1560), fu prodotta da inglesi protestanti fuoriusciti al tempo del regno della cattolica regina Maria Tudor (1553-1558). A cura di William Whittingham, fu la prima versione che riconosceva la divisione del testo del NT in versetti, elaborata qualche anno prima da Robert Stephens.
- 1560, di Whittingham, dalla Bibbia Ginevra, Grande Bibbia, Tyndale;
- 1568, Bibbia dei Vescovi, da Grande Bibbia e Ginevra;
- La Bibbia di Douai-Reims (1582 Nuovo Testamento, 1609 intera Bibbia) è tuttora la Bibbia cattolica ufficiale di lingua inglese. Fu realizzata da ecclesiastici inglesi cattolici presso l'università francese di Douai, in seguito trasferitisi a Reims, sotto la supervisione di Gregory Martin e William Allen. Il lavoro aderisce strettamente alla Vulgata, componendo così uno stile inglese poco elegante e pieno di latinismi.
- La Bibbia di Re Giacomo (King James Version, KJV) è la bibbia inglese per eccellenza. Fu commissionata dal re Giacomo I (regno 1603-25), opera di 45 studiosi di Oxford, Cambridge e Westminster. Pubblicata nel 1611, rappresenta la versione ufficiale (o autorizzata) della Chiesa anglicana. Fu realizzata a partire dai testi originali e confermò gran parte della Tyndale. Al pari della versione di Lutero per il tedesco, ha avuto un impatto notevole sull'intera lingua e letteratura inglese. Ha subito moltissime revisioni ed edizioni: 1613, 1629, 1638, 1762, 1769. Anche in epoca contemporanea ha subito molte revisioni, forse troppe, complice l'ampio mercato disponibile: Modern King James Version, 1982; 21st century King James Version, 1991; American King James Version, 1999; King James 2000 Version, 2000; Updated King James Version, 2004; The New Authorized Version, 2006; Children's King James Version; Restored Name King James Version.
- 1749-52, Challoner-Douay Version - New York di Challoner, revisione della Douai;
- 1764, Bibbia Quacchera;
- 1808, di Thomson; (della LXX), The Septuagint Bible (riveduta da C. A. Muses, 1954)
- 1826, Pescitta siriaca (V secolo d.C.); ed. a cura di S. Lee, Londra, (ristampa UBS, 1979)
- 1830, di Joseph Smith;
- 1833, di Noah Webster;[2]
- 1851, di Brenton, (della LXX), The Septuagint With Apocrypha: Greek and English
- 1853, di Fenton;
- 1853, The Twenty-Four Books of the Holy Scriptures di Isaac Leeser, New York
- 1862, di Young; The Holy Bible di Robert Young, (ed. riveduta 1887)
- 1864, The Emphatic Diaglott di Benjamin Wilson, New York
- 1876, di Julia E. Smith Parker;
- 1878, Emphasised Bible (Ginsurg)
- 1885, Revised Version;
- 1887 (1953), Traduzione letterale della Sacra Bibbia;
- 1890, The Holy Scriptures di John Nelson Darby;

## Traduzioni in inglese contemporanee (dal 1901)

### Sino al 1950
- L'American Standard Version (ASV, Versione Ufficiale Americana), 1901 (1946, 1957), rappresenta uno spartiacque nelle traduzioni bibliche, scostandosi nettamente dallo stile arcaico e ieratico della KJV, ancora molto letteralmente legato ai termini dei testi originali. Al pari della KJV, anche l'ASV ha subito numerose revisioni: 1952 Revised Standard Version; 1966 Revised Standard Version Catholic Edition; 1971 New American Standard Bible; 1989 New Revised Standard Bible; 1999 Recovery Version; 2001 English Standard Version; Word English Bible di prossima pubblicazione.
- 1901, Il Nuovo Testamento del Ventesimo Secolo;
- 1901 NT, 1922 (1935) Bibbia intera, di Moffat;
- 1902, The Emphasised Bible, Joseph B. Rotherham
- 1903, Il Nuovo Testamento in lingua moderna, di Weymouth;
- 1913, La Sacra Bibbia - Un'Edizione Migliorata, battista;
- 1917, (1985) Jewish Publication Society of America Version;
- 1923, The Bible - An American Translation, di J. M. Powis Smith ed Edgar J. Goodspeed, Chicago
- 1923, NT, 1931 Bibbia intera, Traduzione Americana;
- 1933, Lamsa;
- 1935, A New Translation of the Bible, (altra ed. 1954), James Moffatt, New York - Londra
- 1936, Westminster Bible, cattolica;
- 1937, NT di Williams;
- 1941, Spencer, NT;
- 1941, Confraternity, cattolica;
- 1946 - 1952, Revised Standard;
- 1948 epistole paoline, 1953 Vangeli di Phillips, 1958 NT in lingua corrente;
- La Bible in Basic English del 1949, col suo vocabolario semplificato, si rivolge all'ampia fetta di mercato rappresentata dagli anglofoni non inglesi.

### Dal 1950 al 1980
- 1950 - 1960, New World Translation of the Holy Scriptures
- 1952, Revised Standard Version (altra ed. 1971)
- 1955, Knox, dalla Vulgata;
- 1958, The Authentic New Testament, di Hugh J. Schonfield
- 1958, The New Testament in Modern English (altra ed. 1976), J. B. Phillips
- 1959, "Versione di Berkeley" della Bibbia;
- 1961, West Expanded Translaton, solo NT;
- 1961 - 1970, The New English Bible  ;
- 1963, della Judaica Press;
- 1964, The Anchor Bible di W. F. Albright e D. N. Freedman
- 1965, Amplified Bible;
- 1966 (1985), Jerusalem, trad. inglese della Bibbia di Gerusalemme;
- 1966 - 1976, Today's English Version;
- 1968-73, Cotton Patch, solo NT;
- 1969, Bible in Worlwide English. Col suo vocabolario semplificato, si rivolge all'ampia fetta di mercato rappresentata dagli anglofoni non inglesi.
- 1970, The New American Bible, è la versione ufficiale della Chiesa Cattolica negli USA;
- 1971, Christian Community Bible, cattolica;
- 1971, The Bible in Living English di Steven T. Byington, New York;
- 1973, (1978, 1984) New International Version (NIV);
- 1976, Good News Bible;
- 1978 (1980), Versione Inglese Semplice;
- 1978, 2005.The New International Version rappresenta l'edizione più venduta nel XX secolo.
- 1979 - 1982, New King James Bible Revised;

### Dal 1980 a oggi
- 1985, Authorised Version New Jerusalem Bible;
- 1985, The Kingdom Interlinear Translation of the Greek Scriptures, New York;
- 1988, Piccola Bibbia;
- 1991, The unvarnished NT;
- 1991, New Century Version. Col suo vocabolario semplificato, si rivolge all'ampia fetta di mercato rappresentata da coloro per cui l'inglese è una seconda lingua.
- 1995, Contemporary English Version. Anch'essa rivolta soprattutto ai giovani madrelingua o agli adulti per cui l'inglese è una seconda lingua.
- 1995, God's Word;
- 1996, New Living Translation;
- 1996, Artscroll Tanakh, giudaica;
- 1998, New International Reader's Version. Col suo vocabolario semplificato, si rivolge all'ampia fetta di mercato rappresentata da coloro per cui l'inglese è una seconda lingua.
- 1998, Complete Jewish Bible, giudaica;
- 2000, Jubilee 2000;
- 2001, EasyEnglish Bible. Col suo vocabolario semplificato, si rivolge all'ampia fetta di mercato rappresentata da coloro per cui l'inglese è una seconda lingua.
- 2002, The Message;
- 2003, A voice in the Wilderness;
- 2004, Holman Christian Standard;
- 2005, Easy-to-Read Version. Col suo vocabolario semplificato, si rivolge all'ampia fetta di mercato rappresentata da coloro per cui l'inglese è una seconda lingua.
- 2005, New English Translation;
- 2005, A Conservative Version;
- The Apostle's Bible;
- Analytical-Literal Translation;
- International Standard;
- Third Millennium.
- 2013, New World Translation of the Holy Scriptures, 2013 REVISION[3]